# Iñaki Urdangarin
Iñaki Urdangarín Liebaert, före detta hertig av Palma de Mallorca, född 15 januari 1968 i Zumárraga, Baskien, är en spansk tidigare handbollsspelare (högernia). Han spelade under hela sin klubbkarriär (1986–2000) för FC Barcelona och var en del av det spanska landslaget under 1990-talet med spel i tre olympiska spel som genererade två bronsmedaljer.
Från 1997 till 2022 var Urdangarin gift med prinsessan Cristina av Spanien. I november 2011 anklagades han för att genom sin ideella stiftelse Noos-institutet ha förskingrat stora summor pengar. Efter en utdragen rättsprocess dömdes han till sist år 2017 till fängelse i sex år och tre månader för att ha förskingrat cirka 6 miljoner euro i offentliga medel för sportevenemang sedan 2004, men också för politisk korruption genom att ha använt sig av sin tidigare titel "hertig av Palma de Mallorca". I juni 2018 minskades straffet till fem år och tio månader vilket han för närvarande avtjänar i fängelset i Ávila.

## Handbollskarriär
Urdangarin var med i det spanska landslag som tog OS-brons 1996 i Atlanta. Han tog också OS-brons 2000 i Sydney.

### Klubbar
- FC Barcelona (1986–2000)

## Korruption och fängelsedom
I februari 2017 dömdes Urdangarin till sex års och tre månaders fängelse för korruption och penningtvätt. I juni 2018 omvandlades domen av Spaniens högsta domstol till fem års och tio månaders fängelse, en dom han började avtjäna samma månad. I samband med domen för ekonomisk brottslighet fråntogs Urdangarin sin titel som hertig av Palma de Mallorca.